# Mosaic de selva i sabana del Congo Meridional
El mosaic de selva i sabana del Congo meridional és una ecoregió de la ecozona afrotropical, definida per WWF, que s'estén entre la República Democràtica del Congo i Angola.
Molts elefants africans es troben en aquest bosc que inclou un nombre de diferents espècies. La seva rica barreja d'hàbitats proporciona informació clau en la biogeografia d'Àfrica central amb l'àmplia variació climàtica que ha estat experimentant durant els últims 10 milions d'anys. La població humana no és molt alta. Només hi ha una zona de seguretat en aquesta regió ecològica. La situació política al República Democràtica del Congo és inestable; fins que el país sigui estable no serà possible cap treball important de conservació.

## Descripció
És una ecoregió de sabana que ocupa 569.700 quilòmetres quadrats en una àmplia zona del sud de la República Democràtica del Congo i una petita part del nord-est d'Angola.
Limita al nord amb la selva de terres baixes del Congo central, la selva pantanosa del Congo oriental i la selva de terres baixes del Congo nord-oriental, a l'oest amb el mosaic de selva i sabana del Congo Occidental, a l'est amb la selva muntanyosa de la falla Albertina i al sud amb la boscos de miombo d'Angola i la boscos de miombo del Zambeze Central.
Àfrica central està familiaritzada amb les repetides variacions climàtiques que han causat l'expansió de selva i sabana i la deflació en consideració de la tectònica de finals Plistocè que definiren la conca del Congo. S'han produït canvis climàtics importants més de 20 vegades en menys de 10 milions d'anys. Les plantes i els animals s'adapten, canvien i s'extingeixen amb qualsevol oscil·lació climàtica. Van afavorir els organismes generalitzats i immensament resistents que vivien en illes d'hàbitat i acostumat a fluïdesa espacial. Durant els períodes de sequera les comunitats de sabana s'allunyaven de la conca del Congo. Els relativament humits boscos de la zona riberenca es destacaren l'un de l'altre i componen illes de boscos en la matriu de la sabana.

## Estat de conservació
Vulnerable.